# Чебоксары
Чебокса́ры (чув. Шупашкар) — город в России, столица Чувашской Республики, речной порт на правом берегу реки Волги, при впадении в неё реки Чебоксарки. Административный центр городского округа город Чебоксары.
Указом Президента Российской Федерации от 20 мая 2021 года городу было присвоено звание «Город трудовой доблести». Город Чебоксары награждён орденом Трудового Красного Знамени.

## Этимология
Название «Чебоксар» известно в письменных источниках с 1469 года и происходило от гидронима реки Чебоксарки, в устье которой находится город; в начале XX века в употреблении закрепилась форма множественного числа — Чебоксары.
По мнению М. Рясянена и М. Фасмера, название происходит от мар. шова́ш «берестяная корзина, туес». Согласно гипотезе Н. И. Егорова, название происходит от булгарского *шопшагă / шопашкă ‘деревянная долблёная кадушка’ → др.-мар. Шобакш энгер «Шобакш-река» → чув. Шупашкар, Шопашкар. Русское название города было заимствовано через татарское посредство.

## История

### История возникновения города
Археологические раскопки, проведённые экспедицией профессора В. Ф. Каховского показали, что на месте Чебоксар поселение городского типа возникло на рубеже XIII—XIV веков, когда на данном месте существовало булгаро-чувашское поселение.
На большой карте венецианцев Франциска и Доминика Пицигани 1367 года и на третьей карте атласа Каталинского 1375 года на месте Чебоксар нарисовано изображение города без указания названия. На карте 1459 года, составленной Фра-Мауро для португальского короля Альфонса V на основе более ранних карт, на месте Чебоксар размещён город Веда-Суар (чув. Вӑта Сăвар. рус. Средний Сувар).
Русские летописи упоминают о Чебоксарах, как о хорошо известном поселении на волжском пути в связи с походом воеводы Ивана Дмитриевича Руна на Казань в мае 1469 года: «…ночевали на Чебоксаре, а от Чебоксаря шли весь день, да и ночь всю шли, а приидоша под Казань на ранней зоре…». По утверждению географа Е. М. Поспелова, в письменных источниках с 1469 года наименование города упоминается в форме единственного числа — Чебоксар).

### Этапы застройки города
Первый этап охватывает период до 1555 года. Древнее поселение было расположено на низине в устье Чебоксарки, по обоим её берегам. Памятников архитектуры той эпохи не сохранилось. О постройках известно лишь по археологическим находкам. Дома были деревянные. Найденные археологами плоские кирпичи употреблялись, скорее всего, только в строительстве подпольных и внутренних печей.
Основание русскими властями деревянного кремля в Чебоксарах положило начало второму этапу застройки города, продолжавшемуся до середины XVII века. Это также этап деревянного зодчества.
23—24 июля 1555 года архиепископ казанский и свияжский Гурий по пути в Казань остановился в Чебоксарах и по поручению Ивана IV освятил место и окропил границы будущего кремля, а на месте Введенского собора была установлена полотняная церковь. В том же году был возведён кремль.
Кремль был срублен на горе, где в настоящее время находятся улицы К. Иванова и М. Сеспеля. Внутри кремля появились двор воеводы с приказной избой, казна, тюрьма, аманатный двор, церкви, дома дворян, детей боярских, приказных служителей, духовенства и стрельцов. Чебоксары стали центром Чебоксарского уезда.
Данный этап охватывает время с 1660-х годов до конца XVIII столетия и характеризуется развитием каменного зодчества. После крупного пожара, уничтожившего почти весь город, была возведена каменная соборная церковь — Введенский собор. Это первый памятник каменного зодчества, сохранившийся до наших дней. Позже были выстроены ещё три каменных церкви: Троицкая с колокольней, Толгской Божией Матери с приделом святого Николая, надвратная Феодора Стратилата.
Последующие пожары не раз уничтожали кремль, пока в 1704 году не было принято решение не отстраивать его заново.
Строительство каменных зданий продолжалось в XVIII веке. На средства прихожан и пожертвования были построены многие каменные церкви. Значительная часть церквей строилась в стиле традиционной шатровой архитектуры, с высокими стройными колокольнями, некоторые церковные сооружения содержали элементы классицизма, другие — барокко. Многие церкви украшались фресковой росписью.
Купцы строили двухэтажные и одноэтажные каменные дома. Каменные церкви и другие постройки во многом преобразили город Чебоксары. После посещения города Екатерина II писала: «Чебоксары во всём для меня лучше Нижнего Новгорода».
После пожара 1773 года архитектурная служба казанского губернатора и Комитет строения Петербурга и Москвы по заданию Сената подготовили план Чебоксар, по которому город делился на три части и запрещалось строительство промышленных предприятий вдоль Чебоксарки. План был осуществлён лишь частично.
Именитые купцы строили каменные двухэтажные дома, в которых первые этажи отводились под торговые и складские помещения, а вторые — под жильё.
Четвёртый этап охватывает XIX — начало XX веков.
Специальной комиссией был разработан и высочайше утверждён в 1829 году новый регулярный план Чебоксар. В нём были предусмотрены упорядочение и общая геометризация застройки, спрямление улиц, частичная типизация и стилевая регламентация строений. Но и этот план в значительной мере не был внедрён. Южные кварталы города, намеченные планом, вовсе не были застроены. По неудобству местности некоторые кварталы не были застроены вплоть до XX века.
На застройку города существенно повлияло сооружение основных транспортных мостов города: Калининский мост — 22 ноября 1963 года, Московский мост — 2 июля 1969 года, Гагаринский мост — 11 марта 1973 года, Сугутский мост — 15 февраля 1979 года, Октябрьский мост — 5 ноября 1985 года.

## Физико-географическая характеристика

### Географическое положение
Город Чебоксары расположен на Приволжской возвышенности на правом берегу Чебоксарского водохранилища реки Волги. Общая протяжённость границ города составляет 83,3 км, из них по суходольной части — 67,0 км, по набережной Волги — 16,3 км.
Площадь города, согласно Генеральному плану, составляет 251 км². Земли водного фонда составляют 15,75 % площади муниципального образования, а земли лесного фонда составляют 24,8 % от общей площади городского округа.

### Часовой пояс
Город Чебоксары находится в часовой зоне МСК (московское время). Смещение применяемого времени относительно UTC составляет +3:00.
В соответствии с применяемым временем и географической долготой средний солнечный полдень в Чебоксарах наступает в 11:51.

### Рельеф
Территория города в геоморфологическом отношении находится в пределах Приволжского плато. Абсолютные отметки поверхности изменяются от 53 до 205 м. Для территории Чебоксар свойственна значительная овражно-балочная изрезанность. Планировочная структура города в большой степени следует овражному рельефу территории, сформирована водоразделами малых рек (Чебоксарка, Сугутка, Кайбулка, Трусиха, Кувшинка, Малая Кувшинка, Шалмас, Шупашкарка, Кукшум), которые веерообразно расходятся в меридиональном направлении. Вследствие этого основная городская застройка расположена на водоразделах и образует клинообразные территории административных районов, сходящиеся амфитеатром у Волжского залива и расширяющиеся к югу (на 10 км вглубь) до городской черты.
Левый берег долины реки Волги пойменный, в период весеннего паводка — затопляемый. Правый берег — высокий, крутой, незатопляемый.
Холмистость рельефа предопределила строительство мостов, обеспечивающих транспортную связь между различными районами города.
В настоящее время в городе 5 основных мостов:
- Гагаринский,
- Калининский,
- Московский,
- Октябрьский,
- Сугутский.

### Климат
Климат Чебоксар — умеренно континентальный; формируется под воздействием холодных арктических и влажных атлантических воздушных масс. Также на формирование климата в Чебоксарах оказывает влияние азиатский континент.
Зима — морозная, снежная, продолжительностью в среднем пять месяцев. Лето — тёплое, иногда жаркое, продолжительностью три месяца.
Переходные периоды весна и осень характеризуются неустойчивой погодой, резким подъёмом и снижением температуры воздуха, увеличением количества осадков во второй половине весны и уменьшением в начале осени. Продолжительность переходных периодов: весна — один-два месяца, осень — два месяца.
Территория города относится к зоне достаточного увлажнения, но с неустойчивым режимом, где испарение нередко превышает количество осадков, что вызывает засуху. Около 70 % осадков выпадает в тёплый период года в виде дождя значительной интенсивности и носит ливневой характер.
Снежный покров образуется в третьей декаде ноября и держится до апреля; в середине апреля наблюдается полный его сход.
Число дней со снежным покровом составляет в среднем 150—160 дней.
| Показатель                    | Янв.  | Фев.  | Март | Апр.  | Май  | Июнь | Июль | Авг. | Сен. | Окт.  | Нояб. | Дек.  | Год   |
| ----------------------------- | ----- | ----- | ---- | ----- | ---- | ---- | ---- | ---- | ---- | ----- | ----- | ----- | ----- |
| Абсолютный максимум, °C       | 4,7   | 5,0   | 12,4 | 24,0  | 32,5 | 36,2 | 38,6 | 39,9 | 29,7 | 21,4  | 13,4  | 7,0   | 39,9  |
| Средний суточный максимум, °C | −9,4  | −7,4  | −1,5 | 8,5   | 18,4 | 22,2 | 24,2 | 22,0 | 15,5 | 6,6   | −1,2  | −6,2  | 7,6   |
| Средняя температура, °C       | −12,9 | −10,7 | −5,1 | 4,3   | 12,6 | 16,6 | 18,8 | 16,6 | 10,6 | 3,1   | −3,4  | −9,1  | 3,5   |
| Средний суточный минимум, °C  | −16,4 | −14,1 | −8,5 | 0,4   | 7,7  | 11,9 | 14,4 | 12,4 | 7,2  | 0,8   | −5,8  | −12,2 | −0,2  |
| Абсолютный минимум, °C        | −39   | −33   | −27  | −16,9 | −2   | 1,0  | 6,2  | 3,6  | −2,5 | −11,9 | −25,9 | −44,3 | −44,3 |
| Норма осадков, мм             | 29    | 19    | 25   | 33    | 37   | 60   | 65   | 52   | 51   | 51    | 43    | 34    | 499   |
| Источник: Погода и климат ВМО |       |       |      |       |      |      |      |      |      |       |       |       |       |

## Административное устройство

### Административное деление
В состав Чебоксар входят три административных района: Калининский, Ленинский, Московский.
Городу подчинено 1 территориальное управление Заволжье.
Чебоксары наделён статусом городского округа.
В городской округ включены населённые пункты: посёлки Новые Лапсары, Сосновка, посёлок Северный, деревня Чандрово.
Городская топонимика — исторически сложившиеся названия микрорайонов города и бывших населённых пунктов в составе города: Новый город, Агрегатный завод, Альгешево, Аникеево, Богданка (ул. Богдана Хмельницкого), Восточный посёлок, Гремячево, Заовражное, посёлок Лесной, Новоюжный, посёлок Первомайский, посёлок Пролетарский, Промзона, Пятино, Садовый район, Северо-Западный микрорайон, Соляное, Центр, Чапаевский посёлок, Кировский, Комбинат, Чулочка (посёлок ХБК), посёлок Южный, Юго-Западный микрорайон, Радужный микрорайон, Солнечный микрорайон, микрорайон Кувшинка.

### Органы власти
Главой исполнительной власти является Глава города Чебоксары — председатель Чебоксарского городского Собрания депутатов; в октябре 2020 года Главой города Чебоксары избран Кортунов Олег Игоревич. Оперативное управление хозяйством города осуществляет Глава Администрации города; с 2010 года — эту должность занимает Алексей Олегович Ладыков.
Глава города Чебоксары избирался на муниципальных выборах на основе всеобщего равного и прямого избирательного права при тайном голосовании сроком на 5 лет.
Экс-главы города — Н. И. Емельянов, Л. И. Черкесов, И. В. Клементьева, Н. Н. Владимиров, Е. Н. Кадышев. По состоянию на август 2017 года Администрация — исполнительный орган городского самоуправления, правопреемник исполкома горсовета.
Представительный орган муниципального образования города — Чебоксарское городское Собрание депутатов. Состоит из 45 депутатов, избираемых на муниципальных выборах на основе всеобщего равного и прямого избирательного права при тайном голосовании, сроком на 5 лет.

### Город-спутник Новочебоксарск и Чебоксарская агломерация
Рядом с Чебоксарами находится город-спутник Новочебоксарск. Два города вместе формируют полицентрическую агломерацию с численностью населения более 680 тыс. чел.
2 марта 2008 года был проведён референдум по объединению городов Чебоксары и Новочебоксарск в один городской округ, но большинство новочебоксарцев проголосовало против объединения, в результате вопрос был отложен.
Решением Чебоксарского городского Собрания депутатов в октябре 2009 года была принята «Стратегия развития города Чебоксары на период до 2020 года с учётом перспективы развития агломерации город Чебоксары — город Новочебоксарск — Мариинско-Посадский район — Моргаушский район — Цивильский район — Чебоксарский район».

## Символика

### Герб
Современный герб города Чебоксары представляет собой серебряный пересечённый щит французской формы, разделённый на главу и основание.
В лазоревом поле основания — естественные фигуры «Пять серебряных уток», летящих конвертом. В червлёном поле главы, отделённом от основания зигзагообразной линией (в чувашской орнаментике — изображение реки — в данном случае реки Волги) три серебряных стилизованных под чувашский орнамент — силуэты дубов. Внутреннее поле двух крайних дубов червлёное, поле среднего силуэта — лазоревое.
На лазоревом поле дуба серебряные цифры «1469» — дата первого летописного упоминания Чебоксар.
Щит герба увенчан естественными фигурами — тремя четырёхлучевыми восьмиугольными пурпуровыми, окаймлёнными золотыми звёздами и обрамлён симметричным декоративным стилизованным орнаментальным мотивом (Хмель) золотого цвета, замкнутым внизу девизным картушем с надписью в две строки «Шупашкар» — «Чебоксары» на пурпуровом поле.

### Флаг
Флаг города Чебоксары представляет собой прямоугольное полотнище с соотношением ширины к длине 5:8.
Цвет полотнища — белый с односторонним изображением в центре флага основного элемента — герба города Чебоксары.

### Гимн
Гимн города Чебоксары принят Решением собрания депутатов Чебоксарского городского собрания депутатов № 1525 от 24 декабря 2009 года.
Музыка Ф. М. Лукина, слова П. В. Афанасьева.
Ранее на официальных мероприятиях использовалась Величальная песня «Светлый город Чебоксары» (чув. Шурă Шупашкар), утверждённая решением Чебоксарского городского Собрания депутатов от 14 июня 2001 года № 216 «О Величальной Песне столицы Чувашской Республики — города Чебоксары».
Музыка Г. Максимова, слова А. И. Кибеча.

## Население
| 1625     | 1646     | 1723     | 1795     | 1856     | 1879     | 1897     | 1913     | 1926     | 1931     | 1933     | 1939     |
| -------- | -------- | -------- | -------- | -------- | -------- | -------- | -------- | -------- | -------- | -------- | -------- |
| 458      | ↗661     | ↗1924    | ↗4687    | ↗4700    | ↘4498    | ↗5000    | ↗6700    | ↗9000    | ↗12 246  | ↗15 700  | ↗30 996  |
| 1940     | 1959     | 1967     | 1970     | 1973     | 1975     | 1979     | 1982     | 1985     | 1986     | 1987     | 1989     |
| ↗40 000  | ↗104 374 | ↗178 000 | ↗216 139 | ↗239 000 | ↗270 000 | ↗307 599 | ↗353 000 | ↗386 000 | →386 000 | ↗414 000 | ↗419 592 |
| 1990     | 1991     | 1992     | 1993     | 1994     | 1995     | 1996     | 1997     | 1998     | 1999     | 2000     | 2001     |
| ↗429 000 | ↗436 000 | ↗441 900 | ↗444 000 | ↗446 000 | ↗450 000 | ↗452 000 | ↗453 700 | ↗456 000 | ↗458 000 | ↗459 200 | ↗461 200 |
| 2002     | 2003     | 2004     | 2005     | 2006     | 2007     | 2008     | 2009     | 2010     | 2011     | 2012     | 2013     |
| ↘440 621 | ↘440 600 | ↗442 000 | ↗442 600 | ↘442 400 | ↘441 277 | ↗441 600 | ↗444 430 | ↗453 721 | ↗455 181 | ↗460 383 | ↗464 940 |
| 2014     | 2015     | 2016     | 2017     | 2018     | 2019     | 2020     | 2021     | 2023     | 2024     | 2025     |          |
| ↗468 725 | ↗473 895 | ↗480 741 | ↗489 498 | ↗492 331 | ↗495 317 | ↗497 618 | ↗497 807 | ↘496 238 | ↗496 350 | ↗497 061 |          |

На 1 января 2025 года по численности населения город находился на 37-м месте из 1124 городов Российской Федерации.

### Национальный состав
- Перепись 2010 года
- Русские в Чебоксарах в %
- Чуваши в Чебоксарах в %

| № |                           | Численность населения, чел. (2010) | % от всего | % от указав- ших нацио- наль- ность | Численность населения, чел. (2021) | % от всего | % от указав- ших нацио- наль- ность |
| - | ------------------------- | ---------------------------------- | ---------- | ----------------------------------- | ---------------------------------- | ---------- | ----------------------------------- |
|   | всего                     | 453 721                            | 100,00 %   |                                     | 497 807                            | 100,00 %   |                                     |
| 1 | Чуваши                    | 265 510                            | 58,52 %    | 62,44 %                             | 248 311                            | 49,88 %    | 57,96 %                             |
| 2 | Русские                   | 143 880                            | 31,71 %    | 33,84 %                             | 160 504                            | 32,24 %    | 37,47 %                             |
| 3 | Татары                    | 4585                               | 1,01 %     | 1,08 %                              | 3802                               | 0,76 %     | 0,89 %                              |
| 4 | Марийцы                   | 1901                               | 0,42 %     | 0,45 %                              | 1649                               | 0,33 %     | 0,38 %                              |
| 5 | Украинцы                  | 2416                               | 0,53 %     | 0,57 %                              | 1110                               | 0,22 %     | 0,26 %                              |
| 6 | Мордва                    | 1607                               | 0,35 %     | 0,38 %                              | 1055                               | 0,21 %     | 0,25 %                              |
|   | другие                    | 5294                               | 1,17 %     | 1,25 %                              | 11 954                             | 2,4 %      | 2,79 %                              |
|   | указали национальность    | 425 193                            | 93,71 %    | 100,00 %                            | 428 385                            | 86,05 %    | 100,00 %                            |
|   | не указали национальность | 28 528                             | 6,29 %     |                                     | 69 422                             | 13,95 %    |                                     |

В городе и его агломерации сформировался собственный региолект русского языка ― чебоксарский.

## Экономика

### Промышленность
Экономика города характеризуется, прежде всего, развитой промышленностью.
Ведущие отрасли: электро-энерго оборудование, машиностроение и пищевая промышленность.
Объём отгружённых товаров собственного производства, выполненных работ и услуг по чистым видам экономической деятельности по обрабатывающим производствам (крупным и средним организациям) на 2010 : 44,53 миллиарда рублей, в том числе:
- производство электрооборудования, электронного и оптического оборудования 15,09,
- производство машин, оборудования и транспортных средств 9,23,
- производство пищевых продуктов, включая напитки, и табака 8,53,
- металлургическое производство и производство готовых металлических изделий 4,03 миллиард рублей.

Основные промышленные предприятия и коммунально-складские учреждения объединены в промышленные зоны Восточную и Южную (80 % рабочих мест промышленности города). В центральном секторе города проживает около 7 % населения, сосредоточено примерно 70—75 % рабочих мест непроизводственной сферы. Северный сектор — Заволжье — наименее заселённый район и характеризуется в основном как рекреационная зона.
| Отрасли                           | Крупнейшие предприятия города |
| --------------------------------- | --- |
| Машиностроение и металлообработка | Чебоксарский завод промышленных тракторов Чебоксарский агрегатный завод Чебоксарский электроаппаратный завод Текстильмаш Чебоксарский приборостроительный завод Чебоксарский завод электроизмерительных приборов Чебоксарский завод кабельных изделий «Чувашкабель» |
| Лёгкая промышленность             | Чебоксарская чулочно-трикотажная фабрика Чебоксарская лентоткацкая фабрика |
| Электроэнергетика                 | Чувашэнерго |
| Пищевая промышленность            | Чебоксарская кондитерская фабрика Чебоксарская макаронно-кондитерская фабрика «Вавилон» Ликёро-водочный завод «Чебоксарский» Чебоксарский пивоваренный завод |
| Оборонная промышленность          | Чебоксарское производственное объединение им. В.И. Чапаева |

### Транспорт
- Транспорт Чебоксар
- Железнодорожный вокзал «Чебоксары-I»
- Аэропорт «Чебоксары»
- Чебоксарский речной порт
- Чебоксарский троллейбус

Экономико-географическое положение города характеризуется наличием автомагистралей «Нижний Новгород — Чебоксары — Ульяновск», а через плотину Чебоксарской ГЭС — на Казань и Йошкар-Олу.
Через Чебоксары проходят две федеральные автомагистрали: М7 Волга и Р176 Вятка.
Расстояние от Чебоксар до административных центров (столиц) соседних регионов городов:
Йошкар-Ола — 100 км; Казань — 158 км; Нижний Новгород — 240 км; Ульяновск — 246 км. Расстояние до Москвы — 650 км.
До железнодорожного центра Чувашии — Канаша — 80 км.
В пределах Чувашии Чебоксары имеют прочную связь со всеми административными районами республики благодаря развитой автодорожной сети.
Практически 85 % грузооборота и пассажирооборота приходится на автомобильный транспорт.
Между Чебоксарами и Москвой действует регулярное железнодорожное сообщение (расстояние 768 км).
От Казанского вокзала Москвы до Чебоксар ходит фирменный поезд «Чувашия». Также из Москвы с Восточного вокзала курсирует фирменный поезд 133А «Поволжье».
Также регулярно ходят поезда до Санкт-Петербурга, а в летнее время — до Адлера и Новороссийска.
Из Чебоксарского аэропорта осуществляются регулярные авиарейсы «Чебоксары—Москва».
Городской транспорт представлен троллейбусом (см. Чебоксарский троллейбус), автобусом, маршрутными такси и такси.

### Сфера услуг
В городе хорошо развита сфера услуг, включающая ателье, клининговые компании, компьютерные салоны, ломбарды, парикмахерские, фотоателье, химчистки и прачечные, охранные предприятия, предприятия общественного питания, по ремонту и изготовлению ювелирных изделий, по ремонту и пошиву обуви, по ремонту телерадиоаппаратуры и сложнобытовой техники, по ремонту часов и т. д.
На территории города на левом берегу Волги расположен санаторно-курортный комплекс «Чувашия», оказывающий весь комплекс лечебно-диагностических и оздоровительных услуг.

### Связь
В Чебоксарах шестизначные телефонные номера. Код города — 8352.
Операторы проводной связи: Филиал в Чувашской Республике ПАО «Ростелеком», АО «„ЭР-Телеком Холдинг“» («Дом.ру»), АО «Инфанет» (в последовательности количества используемых телефонных номеров), ООО «Шупашкартранс-К» (Etherway).
В городе оборудовано множество хот-спотов для доступа в сеть по технологии Wi-Fi в общественных местах.
Услуги сотовой связи в городе предоставляют операторы Билайн, МТС, Yota, МегаФон, Tele2 Россия, Ростелеком.
Услуги телевидения предоставляют компании Ростелеком, ООО «Шупашкартранс-К» (Etherway), Инфолинк, ЭрТелеком, НКТВ (Аквилон).
Услуги беспроводного доступа в интернет предоставляют компании Энфорта, ООО «ВИП-технологии», Yota, Инфолинк.

## Культура
- Учреждения культуры Чебоксар
- Чувашский национальный музей
- Чувашский драматический театр
- Чувашский государственный художественный музей
- Национальная библиотека Чувашской Республики

### Музеи и галереи
- Чувашский национальный музей.
- Чувашский государственный художественный музей.
- Музей В. И. Чапаева.
- Музей М. Сеспеля.
- Литературный музей им. К. В. Иванова.
- Музей чувашской вышивки[76].
  - Виртуальное представительство Государственного музея истории религии открылось в музее чувашской вышивки в феврале 2019 года. Чебоксары стали тринадцатым городом, где с помощью специального сенсорного терминала и 26 планшетов можно ознакомиться с экспонатами музея Санкт-Петербурга[77].
- Мемориальный музей-квартира М. С. Спиридонова.
- Мемориальный парк «Победа».
- Научно-технический Музей истории трактора.
- Республиканский музей леса[78].
- Музей МВД по Чувашской Республике[79].
- Культурно-выставочный центр «Радуга»[80].
- Корабль-музей «Чебоксары»[81].

### Театры и филармония
- Чувашский государственный академический драматический театр имени К. В. Иванова.
- Чувашский государственный театр оперы и балета.
- Государственный ордена «Знак почёта» Русский драматический театр.
- Чувашский государственный ордена Дружбы народов театр юного зрителя им. Михаила Сеспеля.
- Чувашский государственный театр кукол.
- Чувашская государственная филармония.
- Чебоксарский художественный театр[82].

### Библиотеки
В Чебоксарах более 30 различных библиотек.
Наиболее известные:
- Национальная библиотека Чувашской Республики.
- Центральная городская библиотека им. Маяковского.
- Республиканская научная медицинская библиотека.
- Центральная городская детская библиотека им. Чуковского.
- Библиотека для слепых им. Толстого.

### Творческие коллективы
- Чувашская государственная академическая симфоническая капелла.
- Чувашский государственный академический ансамбль песни и танца.

### Архитектура
В 1996 году состоялось торжественное открытие Дороги к Храму, завершившее архитектурное оформление Чебоксарского залива.
В 2003 году воздвигнут Монумент «Мать-Покровительница».

### Памятники
Всего в городе насчитывается 97 памятников истории и культуры, 23 из которых — федерального значения.
Памятники тематические
- Монумент «Мать-Покровительница» — открыт 9 мая 2003 года
- Монумент Воинской Славы — открыт 9 мая 1980 года, грандиозная скульптурная композиция, посвящённая воинам, павшим в Великой Отечественной войне 1941—1945 гг.[84]
- Памятник-стела «Город трудовой доблести»[85] — открыт 24 декабря 2021 года на пересечении проспекта Ленина и улицы К. Маркса, композиция посвящена трудовому подвигу жителей города в годы Великой Отечественной войны[86].
- Памятник первому серийному трактору Т-330
- Памятник машиностроителям России — открыт 24 июня 2008 года, установлен на площади возле Чебоксарского агрегатного завода[87]
- Скульптурная композиция «Флора Чувашии» (при входе в ботанический сад)[88]
- Скульптурная группа «Поход чувашской делегации в Москву с челобитной о добровольном вхождении в состав России» (демонтирована)
- Памятный знак в честь тружеников тыла в Великой Отечественной войне 1941—1945 годов.
- Памятник Остапу Бендеру и Кисе Воробьянинову (бульвар купца Ефремова)
- Памятник единению народов и культур — открыт 6 мая 2008 года[89]
- Памятник святым Петру и Февронии — покровителям православной семьи, открыт 8 июля 2016 года на площади у Свято-Троицкого мужского монастыря и храма Успения Пресвятой Богородицы[90]

- Памятники Чебоксар
- Памятник космонавту А. Г. Николаеву
- Бюст поэта К. Иванова
- Контактная скульптура Остапу Бендеру и Кисе Воробьянинову
- Барельеф на музее В. И. Чапаева

Памятники знаменитым людям
- Памятник Бичурину (Московский проспект, 29, к.1, рядом с институтом гуманитарных наук)
- Памятник Бичурину (улица Бичурина, 11)
- Памятник академику Г. Н. Волкову (в сквере рядом с проспектом Ленина, 35)
- Памятник Ю. А. Гагарину (перекрёсток ул. Гагарина — проспект Ленина)
- Памятник Максиму Горькому (на проспекте М. Горького)
- Памятник Ивану Грозному (сквер имени К. В. Иванова, 2019 г.)[91]
- Памятник Святителю Гурию (сквер имени К. В. Иванова)[92]
- Памятник Феликсу Дзержинскому (на улице К. Маркса)
- Памятник архитектору П. Е. Егорову (на Московском проспекте)
- Памятник Екатерине II (на Исторической набережной)
- Памятник Константину Иванову (на Красной площади)[93]
- Памятник Константину Иванову (в сквере имени Иванова)
- Памятник Глебу Ильенко (пересечение улицы Ильенко и Приволжского бульвара)
- Памятник М. И. Калинину (на улице Калинина)
- Памятник академику С. П. Королёву (на улице С. Королёва)
- Памятник Надежде Крупской (на проспекте М. Горького)
- Памятник академику А. Н. Крылову (на площади Речников)
- Памятник В. И. Ленину (на площади Республики)
- Памятник В. И. Ленину (на площади Победы)
- Памятник В. И. Ленину (на территории завода «Текстильмаш»)
- Памятник В. И. Ленину (улица Текстильщиков, у входа в ХБК)
- Памятник Алексею Логинову (перед зданием МВД по Чувашии, улица Логинова)[94]
- Памятник Низами Гянджеви (улица Низами)
- Памятник Андрияну Николаеву (перекрёсток ул. Николаева — пр. Ленина)
- Памятник Андрияну Николаеву (перекрёсток ул. Николаева — ул. Калинина)
- Памятник академику В. В. Николаеву (улица Ярославская, 17)
- Памятник Игорю Петрикову (в сквере Петрикова, Университетская улица)[95]
- Памятник Михаилу Сеспелю (на проспекте Ленина, в сквере имени Сеспеля)
- Памятник И. В. Сталину (демонтирован)
- Памятник Николе Тесле (около ВНИИР, проспект И. Яковлева, 4)
- Памятник Святославу Фёдорову (на проспекте Тракторостроителей, у входа в МНТК)
- Памятник Петру Хузангаю (улица Энтузиастов)
- Памятник В. И. Чапаеву (в сквере Чапаева)
- Памятник В. И. Чапаеву (улица И. Франко, 12А)
- Памятник Ивану Яковлеву (на проспекте 9-й Пятилетки)
- Памятник Ивану Яковлеву (у Национальной библиотеки)
- Памятник Вениамину Георгиеву, Герою Советского Союза (возле дома Союзов)

- Памятники Чебоксар
- Памятник В. И. Чапаеву
- Памятник поэту Константину Иванову
- Памятник Ю. А. Гагарину
- Памятник машиностроителям России
- Памятник Герою Советского Союза А. Р. Логинову

### Парки и скверы
- Центральный парк культуры и отдыха «Лакреевский лес».
- Этнографический парк «Сувар».
- Парк культуры и отдыха им. 500-летия г. Чебоксары (преобразован в этнокомплекс «Амазония»).
- Мемориальный парк «Победа».
- Детский парк им. А. Г. Николаева.
- Сквер им. К. В. Иванова.
- Сквер на площади Республики.
- Сквер им. В. И. Чапаева.
- Сквер им. И. Я. Яковлева.
- Сквер Трудовой доблести.
- Сквер имени Игоря Петрикова.
- Кадетский сквер.
- Памятник природы «Культуры Гузовского».
- Детский парк им. 10-летия Октября — попал в зону затопления[96].
- Парк им. Н. К. Крупской — попал в зону затопления[96].

### Фестивали
- Международный фестиваль фейерверков.
- Чебоксарский международный кинофестиваль.
- Чебоксарский международный балетный фестиваль.
- Международный оперный фестиваль им. М. Д. Михайлова.

### Особо охраняемые природные территории
Особо охраняемые природные территории Чувашской Республики на территории г. Чебоксары:
- Чебоксарский ботанический сад — особо охраняемая природная территория федерального значения.
- Центральный парк культуры и отдыха «Лакреевский лес» — памятник природы.
- Озеро Астраханка — памятник природы.
- Культуры сосны 1903 г. (Чебоксарское лесничество, кв. 62) — памятник природы.
- Округ санитарной охраны месторождения минеральных вод санаторно-курортного комплекса «Чувашия».
- Округ санитарной охраны месторождения минеральных вод санаторно-курортного комплекса «Чувашиякурорт».
- Округ санитарной охраны месторождения лечебных грязей озера Когояр.

## Средства массовой информации
В Чебоксарах функционируют несколько телекомпаний, среди них

### Местное телевидение
- ГТРК «Чувашия».
- Национальная телерадиокомпания Чувашии;

| ТВК | название     |
| --- | ------------ |
| 37  | Че!          |
| 46  | РТРС-1 (1мп) |
| 51  | Ю            |
| 57  | РТРС-2 (2мп) |

### Цифровое эфирное телевидение
Все 20 каналов для мультиплекса РТРС-1 и РТРС-2; Пакет радиоканал, включает: «Вести FМ», «Радио Маяк», «Радио России / Чувашская ГТРК».
- Пакет телеканалов РТРС-1 (телевизионный канал 37, частота 602 МГц), включает: «Первый Канал», «Россия 1 / Чувашская ГТРК», «Матч-ТВ», «НТВ», «Пятый Канал», «Россия К», «Россия 24 / Чувашская ГТРК», «Карусель», «ОТР» / НТРК Чăваш Ен, «ТВЦ».
- Пакет телеканалов РТРС-2 (телевизионный канал 44, частота 658 МГц), включает: «РЕН ТВ», «СПАС», «СТС», «Домашний», «ТВ-3», «Пятница!», «Звезда», «Мир», «ТНТ», «МУЗ-ТВ».
- Обязательные общедоступные региональные телеканалы («21-я кнопка»): телекомпания «НТРК Чăваш Ен».

### Радиостанции
| Частота, МГц | Название                                | Частота, МГц | Название             |
| ------------ | --------------------------------------- | ------------ | -------------------- |
| 88,1         | «Радио России» / «ГТРК Чувашия»         | 101,5        | «Радио Рекорд»       |
| 95,4         | «Новое Радио»                           | 102,0        | «Радио Родных дорог» |
| 95,9         | «Национальное радио Чувашии — Чăваш Ен» | 102,5        | «Европа Плюс»        |
| 96,5         | «Радио МИР»                             | 103,0        | «Детское Радио»      |
| 96,9         | «Радио ENERGY»                          | 103,5        | «Ретро FM»           |
| 97,3         | «Love Radio»                            | 104,2        | «Авторадио»          |
| 97,7         | «Юмор FM»                               | 105,7        | «Радио Дача»         |
| 98,5         | «Вести FM»                              | 106,2        | «Радио Гордость»     |
| 99,5         | «Радио Маяк»                            | 107,0        | «Русское Радио»      |
| 100,3        | «Тăван радио»                           | 107,9        | «Радио Звезда»       |
| 100,7        | «Дорожное Радио»                        |              |                      |

Газеты и журналы Чебоксар
- «Чебоксарские новости» — официальная газета города.

## Образование
Высшее профессиональное образование
Система высшего образования в Чебоксарах, главным образом, представлена 4 крупнейшими вузами, к числу которых относятся:
- Чувашский государственный университет имени И. Н. Ульянова.
- Чувашский государственный педагогический университет имени И. Я. Яковлева.
- Чувашский государственный аграрный университет.
- Чувашский государственный институт культуры и искусств.

Кроме местных вузов в городе действуют филиалы иногородних вузов:
- Волжский филиал Московского автомобильно-дорожного института[97].
- Московского государственного университета технологий и управления.
- Чебоксарский институт (филиал) Московского политехнического университета.
- Санкт-Петербургского государственного политехнического университета.
- Чебоксарский институт (филиал) Московского гуманитарно-экономического института.
- Чебоксарский кооперативный институт — филиал Российского университета кооперации.

- Высшие учебные заведения Чебоксар
- Чувашский государственный университет имени И. Н. Ульянова
- Чувашская государственная сельскохозяйственная академия
- Чувашский государственный институт культуры и искусств
- Чебоксарский кооперативный институт

Среднее профессиональное образование
- Чебоксарский машиностроительный техникум.
- Чебоксарский профессиональный колледж им. Н. В. Никольского[98].
- Чебоксарский техникум строительства и городского хозяйства.
- Чебоксарский техникум технологии питания и коммерции.
- Чебоксарский техникум транспортных и строительных технологий (Чебоксарский техникум ТрансСтройТех).
- Чебоксарский экономико-технологический колледж.
- Чебоксарский электромеханический колледж.
- Чебоксарское музыкальное училище им. Ф. П. Павлова.
- Чебоксарское художественное училище.
- Чувашское республиканское училище культуры.
- Чебоксарское училище олимпийского резерва.
- Чебоксарский кооперативный техникум.
- Чебоксарский медицинский колледж.
- «Колледж — Академия»[99].

Средние общеобразовательные учреждения
- Список школ Чебоксар

## Спорт
Регбийный клуб «Молот» Чебоксары, основан 12 декабря 2010 года.
В Чебоксарах функционируют пришкольные и вузовские спортивные комплексы с игровыми площадками, шахматно-шашечный клуб, теннисный корт, стадионы, центр зимнего плавания, школа олимпийского резерва, школа спортивной гимнастики.
В зимнее время открываются катки (в том числе пришкольные), лыжные трассы, площадки для зимнего футбола.
В 2008 году открыты новые спортивные объекты — футбольное поле с искусственным покрытием на стадионе «Олимпийский», спортивный стадион в Южном посёлке по ул. Низами, спортивная площадка в посёлке Альгешево.
В общей сложности в городе функционирует до 889 спортивных сооружений (2008 год).
В Чебоксарах есть хоккейный клуб «Чебоксары», представлен в Первенстве ВХЛ. Домашней ареной является ледовый дворец «Чебоксары-Арена» вместимостью 7500 зрителей.
Многие спортсмены — воспитанники спортивных организаций города — достигли ведущих позиций на соревнованиях российского и мирового масштаба.
Первым олимпийцем и медалистом Олимпийских игр, связанным с городом, стал Ардалион Игнатьев.
В настоящее время спортивную славу Чебоксар представляют спортсмены:
- Чемпионка XXVI Олимпийских игр Елена Николаева (спортивная ходьба);
- Серебряный призёр XXVIII Олимпийских игр Олимпиада Иванова (спортивная ходьба);
- Многократный чемпион России, Европы и мира по кикбоксингу Алексей Соловьёв;
- Чемпионка мира по маунтинбайку Ирина Калентьева;

и другие.
В 2012 году за монументом Матери была построена специализированная слоупстайловая трасса «Junk Yard» для BMX и горных велосипедов.
Первые всероссийские соревнования по слоупстайлу на ней были проведены в августе 2012 года и проводятся ежегодно.
В 2016 году трасса была признана одной из лучших dirt-трасс России по версии сервиса поиска трасс Spotmap.ru.
В 2015 году в парке 500-летия Чебоксар была построена трасса для катания на BMX. Трасса предназначена для тренировки атлетов начального уровня. Трасса представляет собой деревянную разгонку, три трамплина с приземлениями и тренировочный трамплин с плоским приземлением для разучивания различных трюков.

### Крупнейшие спортивные мероприятия
- Чемпионат СССР по спортивной ходьбе в 1987 году.
- Всемирные игры тюркских народов в 1994 году.
- Чемпионат России по лёгкой атлетике в 2002 году.
- V Кубок Европы по спортивной ходьбе в 2003 году.
- XXIII Кубок мира по спортивной ходьбе в 2008 году.
- Чемпионат России по спортивной ходьбе в 2009 году.
- Чемпионат и первенство России по велоспорту на шоссе в 2009 году.
- Чемпионат России по лёгкой атлетике в 2009 году[102].
- Чемпионат России по шоссейному велоспорту в 2010 году.
- Чемпионат России по лёгкой атлетике в 2011 году.
- Чемпионат России по лёгкой атлетике в 2012 году.
- Командный чемпионат Европы по лёгкой атлетике в 2015 году.
- Чемпионат России по лёгкой атлетике в 2015 году.
- Чемпионат России по лёгкой атлетике в 2016 году[103].
- Чемпионат России по тяжёлой атлетике в 2017 году
- Чемпионат России по лёгкой атлетике в 2019 году[104].

## Здравоохранение
Чебоксарский филиал Государственного автономного учреждения МНТК «Микрохирургия глаза» имени академика С. Н. Фёдорова — один из ведущих российских центров по оказанию высокотехнологичной офтальмохирургической помощи при самых различных глазных болезнях и состояниях.
Первенец всемирно известного академика Святослава Николаевича Фёдорова, филиал в Чебоксарах является лидером среди 11 филиалов МНТК «Микрохирургия глаза» по привлечению пациентов со всех уголков нашей страны и многих зарубежных государств.

## Религия
Чебоксарско-Чувашская епархия была учреждена как самостоятельная в 1945 году.
4 октября 2012 года решением Священного Синода из состава епархии выделены Алатырская и Канашская епархии.
Чебоксарская епархия включена в состав Чувашской митрополии.
В городе присутствуют последователи чувашской традиционной религии.
В Чебоксарах образованы два евангелическо-лютеранских прихода — Святого Апостола Иакова и Святого евангелиста Луки Евангелическо-лютеранской церкви Ингрии.
Есть община христиан-адвентистов седьмого дня, действует церковь евангельских христиан-баптистов.
С 1993 года действует Чебоксарская городская национально-культурная автономия «Еврейская Община».
В 2005 году на улице Фёдора Гладкова построена мечеть «Булгар», в котором функционирует чебоксарская резиденция Духовного управления мусульман Чувашской Республики.

### Религиозные сооружения
- Введенский собор (1651).
- Храм Михаила Архангела (1702).
- Ансамбль Свято-Троицкого мужского монастыря (XVII—XVIII).
- Владимирская церковь (1716).
- Воскресенская церковь (1758).
- Храм Успения Пресвятой Богородицы (1763).
- Спасо-Преображенский женский монастырь.
- Храм Казанской иконы Божией Матери.
- Храм-часовня Иоанна Воина.
- Храм-часовня Святителя Николая.
- Храм Рождества Христова.
- Храм Святых Новомучеников и Исповедников Российских.
- Храм Взыскание погибших.
- Покровско-Татианинский собор.
- Мечеть «Булгар».
- Часовня Георгия Победоносца в микрорайоне «Байконур».
- Молитвенный дом евангельских христиан-баптистов.

- Религиозные сооружения Чебоксар
- Владимирская церковь
- Введенский собор
- Храм Успения Пресвятой Богородицы
- Храм Взыскание погибших
- Храм-часовня Рождества Христова
- Часовня Георгия Победоносца в микрорайоне «Байконур»
- Храм Святой Мученицы Татианы
- Храм-часовня Святителя Николая
- Храм Новомучеников и Исповедников Российских
- Ансамбль Спасо-Преображенского монастыря
- Мечеть «Булгар»

## Внешние связи

### Города-побратимы
У Чебоксар существуют побратимские отношения с 8 городами:
- Санта-Клара (Куба), побратимские отношения с апреля 2004 года.
- Эгер (Венгрия) — с конца 60-х годов; побратимские отношения возобновлены с мая 2004 года.
- Гродно (Беларусь) — с июня 2009 года.
- Рунду (Намибия) — с августа 2009 года[115].
- Аньцин (КНР) — с августа 2016 года[116].
- Хэфэй (КНР).
- / Сухум (Республика Абхазия/Грузия[117]) — с апреля 2021 года[118].
- Лима (Перу), побратимские отношения с 1 июня 2023 года.

C августа 2001 года до декабря 2015 года городом-побратимом Чебоксар являлась Анталья, Турция, но в связи со сложившейся внешнеполитической ситуацией, по предложению главы г. Чебоксары, Леонида Черкесова, членами Президиума Чебоксарского городского Собрания депутатов рассмотрен вопрос о расторжении соглашения о побратимстве между администрацией г. Анталья Турецкой Республики и г. Чебоксары Чувашской Республики Российской Федерации и принято единогласное решение о расторжении договора городов-побратимов от 18 августа 2001 года в одностороннем порядке.

### Города-партнёры
- Красноярск, Россия (2003)[120]
- Йошкар-Ола, Россия (2003)[121]

## Почётные граждане города
См. Почётный гражданин города Чебоксары